# Fernando Camargo
Luis Fernando Camargo Flechas (Paipa, Boyacá, 17 de diciembre de 1977) es un ciclista de ruta colombiano que compite actualmente para el equipo Boyacá Orgullo de América.
El jueves 28 de noviembre de 2017 la UCI dio a conocer su positivo por CERA (EPO de tercera generación) durante la Vuelta a Colombia 2017.

## Equipos
- Aficionado

2011:Boyacá Orgullo de América
2012:Lotería de Boyacá
2013:Ebsa Indeportes Boyacá
2014:Boyacá se Atreve
2015:Boyacá se Atreve
2016:Arroz Sonora DIMONEX
2017:SuperGIROS

## Palmarés
2005
- 1 etapa de la Vuelta a Colombia

2007
- 1 etapa de la Vuelta a Colombia

2008
- Vuelta a Boyacá
- 1 etapa del Clásico RCN
- Vuelta a Bolivia, más 1 etapa

2009
- Vuelta al Ecuador, más 1 etapa

2010
- 1 etapa de la Vuelta a Boyacá

2012
- 2 etapas de la Vuelta a Colombia

2014
- 1 etapa de la Vuelta a Colombia
- 1 etapa del Clásico RCN